# مقاومت (فیلم ۲۰۲۰)
مقاومت (انگلیسی: Resistance) یک فیلم در ژانر کمدی-درام، زندگی‌نامه‌ای، و جنگی است که در سال ۲۰۲۰ منتشر شد. از بازیگران آن می‌توان به جسی آیزنبرگ، اد هریس، آلیسیا فون ریتبرگ، ماتیاس شوایگهوفر، فلیکس موآتی و کارل مارکوویکس اشاره کرد.
این فیلم ۲۷ مارس ۲۰۲۰ توسط آی‌اف‌سی فیلمز در ایالات متحده آمریکا منتشر شد و درباره تلاش هنرمندی بنام مارسل مارسو برای نجات کودکان یتیم یهودی از فرانسه در دوران اشغال آلمان نازی است.

## هنرپیشگان
- جسی آیزنبرگ در نقش مارسل مارسو، یک هنرمند میهمان مشتاق که برای مقاومت یهودیان فرانسه جنگید
- کو لارنس به عنوان مارسل جوان
- اد هریس در نقش جرج پتن، ژنرال ارتش آمریکا و فرمانده ارتش هفتم
- ادگار رامیرز در نقش زیگموند
- کلیمانس پوزی در نقش اما
- ماتیاس شوایگهوفر در نقش کلاوس باربی، یک عامل بی‌رحم گشتاپو
- بلا رمزی در نقش السبت
- گیزا رورینگ در نقش ژرژ لونگر، پسر عموی مارسو و عضو مقاومت یهودیان فرانسه
- کارل مارکوویکس در نقش چارلز مانگل
- فلیکس مواتی در نقش آلن
- آلیسیا فون ریتبرگ در نقش رجین
- ویتسا کرکش در نقش میلا
- توبی گرت المان در نقش جوزف

## انتشار
در نوامبر ۲۰۱۹ آی‌اف‌سی فیلمز حق توزیع این فیلم را بدست‌آورد. و در ۲۷ مارس ۲۰۲۰ آن را منتشر کرد. این فیلم قرار بود اکران آغازین داشته باشد اما به دلیل دنیاگیری ۲۰–۲۰۱۹ کروناویروس آی‌اف‌سی فیلمز آن را به صورت ویدئو هنگام درخواست منتشر کرد.